# Огни большого города (Paninaro)
«Огни большого города (Paninaro)» (рос., дослівно — «Вогні великого міста»)  — музика Ніла Теннанта, Кріса Лоуа та Олексія Романова, слова Олександра Сахарова та Олександра Ковальова. Композиція була випущена, як другий сингл із другого студійного альбому, який ще не вийшов.
Режисер кліпу, Мітя Фомін, так прокоментував своє творіння:
|  | Я радий, що пісня сподобалася, бо спочатку зустрічав якусь недовіру до цього треку. Мені пощастило попрацювати з світовими зірками, з Pet Shop Boys. Я зробив пісню, яка не є кавером, це окремий твір, де є музичне цитування. |

Пісня отримала національну музичну премію «Золотий Грамофон» в 2011 році за 27 тижнів у чарті.

## Відеокліп
Перший етап зйомок відео пройшло 9 квітня 2011 року в Санкт-Петербурзі. Знімальним майданчиком виступив один із нічних клубів північної столиці. Зйомки завершилися на Кубі в Гавані.
Після всього відзнятого матеріалу було зроблено дві версії відео, перша інтернет-версія без цензури і зі збільшеним хронометражом, друга — ротаційна.
Прем'єра кліпу відбулася на початку травня 2011 року.
Режисером кліпу знову став Мітя Фомін.

## Список композицій
- Радіосингл[3]

| #  | Назва                                                               | Автор                                                      | Тривалість |
| -- | ------------------------------------------------------------------- | ---------------------------------------------------------- | ---------- |
| 1. | «Огни большого города (Paninaro)»                                   | Ніл Теннант, Кріс Лоу, О. Романов, О. Сахаров, О. Ковальов | 3:30       |
| 2. | «Огни большого города (Paninaro)» (Enjoy Deejays & Rifatello remix) | Ніл Теннант, Кріс Лоу, О. Романов, О. Сахаров, О. Ковальов | 3:54       |

- Цифровий сингл[4]

| #  | Назва                             | Автор                                                      | Тривалість |
| -- | --------------------------------- | ---------------------------------------------------------- | ---------- |
| 1. | «Огни большого города (Paninaro)» | Ніл Теннант, Кріс Лоу, О. Романов, О. Сахаров, О. Ковальов | 3:30       |

## Чарти
| Чарт                  | Вища позиція |
| --------------------- | ------------ |
| Російський радіочарт  | 9            |
| Московський радіочарт | 14           |
| Пітерський радіочарт  | 14           |
| Український радіочарт | 1            |
| Київський радіочарт   | 3            |
| Золотий Грамофон      | 2            |